# Campeonato Carioca de Voleibol Feminino de 2024
O Campeonato Carioca de Voleibol Feminino de 2024 foi a 79.ª edição desta competição anual organizada pela Federação de Volley-ball do Estado do
Rio de Janeiro (Vôleirio). O torneio teve início em 3 de outubro e estendeu-se até o dia 14 do mesmo mês, contando com a participação de 3 clubes. 

## Equipes participantes
As seguintes equipes competiram o Campeonato Carioca de 2024:
| Equipe             | Cidade         | Última participação | Carioca 2023 |
| ------------------ | -------------- | ------------------- | ------------ |
| Sesc-RJ/Flamengo   | Rio de Janeiro | 2023                | Campeão      |
| Fluminense         | Rio de Janeiro | 2023                | Vice-campeão |
| Voleibol Tijuca TC | Rio de Janeiro | 2023                | 3º lugar     |

## Regulamento
O torneio foi disputado em duas fases. Na primeira fase, as equipes jogaram entre si em turno único. As duas mais bem classificadas se enfrentaram na final da competição, em jogo único.

### Critérios de desempate
1. Número de vitórias
2. Sets average
3. Pontos average
4. Confronto direto

- Partidas terminadas em 3–0 ou 3–1: 3 pontos para o vencedor, 0 pontos para o perdedor;
- Partidas terminadas em 3–2: 2 pontos para o vencedor, 1 ponto para o perdedor.

## Primeira Fase

### Classificação
|  | Classificado para as semifinais |

|     |            |     | Jogos | Jogos | Jogos | Resultados | Resultados | Resultados | Resultados | Resultados | Resultados | Sets | Sets | Sets  | Pontos | Pontos | Pontos |
| Pos | Equipe     | Pts | T     | V     | D     | 3–0        | 3–1        | 3–2        | 2–3        | 1–3        | 0–3        | V    | P    | R     | V      | P      | R      |
| --- | ---------- | --- | ----- | ----- | ----- | ---------- | ---------- | ---------- | ---------- | ---------- | ---------- | ---- | ---- | ----- | ------ | ------ | ------ |
| 1   | Fluminense | 5   | 2     | 2     | 0     | 1          | 0          | 1          | 0          | 0          | 0          | 6    | 2    | 3,000 | 183    | 142    | 1.289  |
| 2   | Flamengo   | 4   | 2     | 1     | 1     | 1          | 0          | 0          | 1          | 0          | 0          | 5    | 3    | 1.667 | 171    | 152    | 1.125  |
| 3   | Tijuca     | 0   | 2     | 0     | 2     | 0          | 0          | 0          | 0          | 0          | 2          | 0    | 6    | 0,000 | 90     | 150    | 0.600  |

### Resultados
| Data  | Hora  |            | Placar |            | Set 1 | Set 2 | Set 3 | Set 4 | Set 5 | Total  | Relatório |
| ----- | ----- | ---------- | ------ | ---------- | ----- | ----- | ----- | ----- | ----- | ------ | --------- |
| 3 out | 19:30 | Fluminense | 3–0    | Tijuca     | 25–10 | 25–18 | 25–18 |       |       | 75–46  | Relatório |
| 7 out | 19:00 | Tijuca     | 0–3    | Flamengo   | 14–25 | 8–25  | 22–25 |       |       | 44–75  | Relatório |
| 9 out | 19:00 | Flamengo   | 2–3    | Fluminense | 25–22 | 25–21 | 17–25 | 20–25 | 9–15  | 96–108 | Relatório |

## Final
| Data   | Hora  |            | Placar |          | Set 1 | Set 2 | Set 3 | Set 4 | Set 5 | Total | Relatório |
| ------ | ----- | ---------- | ------ | -------- | ----- | ----- | ----- | ----- | ----- | ----- | --------- |
| 14 out | 19:00 | Fluminense | 3–0    | Flamengo | 25–19 | 25–23 | 25–21 |       |       | 75–63 | Relatório |

## Classificação final
| Posição          | Equipe             |
| ---------------- | ------------------ |
| Medalha de ouro  | Fluminense         |
| Medalha de prata | Flamengo           |
| 3                | Voleibol Tijuca TC |

| Campeonato Carioca de 2024       |
| -------------------------------- |
| Campeão Fluminense (29.º título) |